# 1049 هـ
1049 هـ هي سنة في التقويم الهجري امتدت مقابلةً في التقويم الميلادي بين سنتي 1639 و1640.

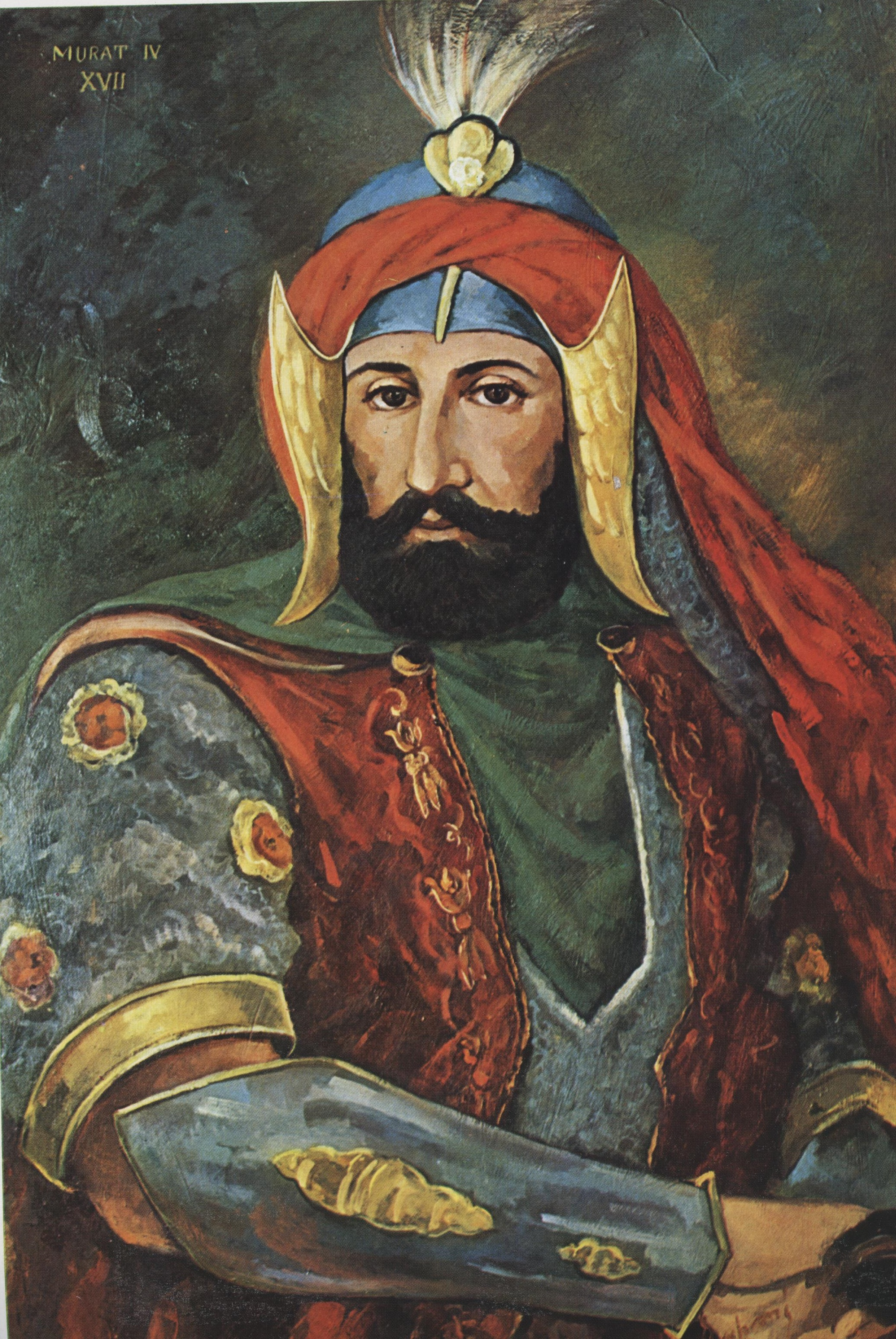
مراد الرابع

## مواليد
- عبد الملك العصامي مؤرخ من أهل مكة.
- محمد الشحوري

## وفيات
- مراد الرابع